# لام پو-چوئن
لام پو-چوئن (انگلیسی: Lam Pou-chuen؛ ۱۰ اکتبر ۱۹۵۱ – ۲ ژانویهٔ ۲۰۱۵) صداپیشه اهل هنگ کنگ بود.
از جمله آثار او می‌توان به صداپیشگی در با من بمان دورایمون، موبایل سوت گاندام، کاپیتان سوباسا، یو یو هاکوشو و پوکمون اشاره کرد.